# Caloptilia zachrysa
Caloptilia zachrysa là một loài bướm đêm thuộc họ Gracillariidae. Nó được tìm thấy ở Trung Quốc, Ấn Độ, Nhật Bản (Honshū, Kyūshū), Hàn Quốc, Sri Lanka và Đài Loan.
Sải cánh dài 10.2-13.2 mm.
Ấu trùng ăn Rhododendron indicum, Malus pumila, Malus sylvestris, Photinia (bao gồm Photinia glabra), Prunus persica và Rubus. Chúng ăn lá nơi chúng làm tổ.